# Yang Jian
Yang Jian, Wendi ou Wen-ti (Changan, 21 de julho de 541 — Baoji, 13 de agosto de 604), foi o fundador da dinastia Sui, a qual reunificou a China depois dos séculos de instabilidade.
Como budista, ele encorajou a disseminação do budismo pelo estado. Ele é considerado um dos imperadores mais importantes da história chinesa, reunificando a China propriamente dita em 589, após séculos de divisão desde a independência das dinastias Cheng-Han e Han-Zhao da dinastia Jin Ocidental em 304. Durante seu reinado, começou a construção do Grande Canal.

## Vida
Nasceu dentro de uma família poderosa no norte da China, uma área controlada pela dinastia Zhou (557–581).
Como oficial de Zhou do Norte, Yang Jian serviu com aparente distinção durante os reinados do Imperador Wu e do Imperador Xuan. Quando o errático imperador Xuan morreu em 580, Yang, como seu sogro, tomou o poder como regente. Depois de derrotar o general Yuchi Jiong, que resistiu a ele, ele tomou o trono para si, estabelecendo a nova dinastia Sui. Yang Jian foi o primeiro governante étnico Han a controlar todo o norte da China depois que o povo Xianbei conquistou a região da dinastia Liu Song (sem contar a breve reconquista pelo imperador Wu de Liang).
De um modo geral, o reinado do Imperador Wen foi um grande período de prosperidade, não visto desde a dinastia Han. Economicamente, a nação prosperou. Dizia-se que havia comida suficiente armazenada por 50 anos. Os militares também eram poderosos. No início de seu reinado, Sui enfrentou a ameaça dos Göktürks no norte, tribos tibetanas vizinhas no oeste, Goguryeo no nordeste e Champa (Linyi) no sul. No final do reinado do imperador Wen, os Göktürks haviam se dividido em um khaganate oriental e um ocidental, sendo o oriental nominalmente submisso a Sui, assim como Goguryeo. Champa foi derrotado e, embora não tenha sido conquistado, não permaneceu uma ameaça.

O imperador Wen também é famoso por ter apenas duas concubinas. Embora ele possa ter tido concubinas adicionais não documentadas por historiadores tradicionais, este é o menor número para um imperador chinês adulto, superado apenas pelo monogâmico Imperador Fei de Wei Ocidental e pelo Imperador Hongzhi de Ming. O imperador Wen amava e respeitava profundamente sua esposa, a imperatriz Dugu, e ele pode não ter tido relações sexuais com suas concubinas até depois de sua morte em 602.